# NUDT2
NUDT2 (англ. Nudix hydrolase 2) – білок, який кодується однойменним геном, розташованим у людей на короткому плечі 9-ї хромосоми. Довжина поліпептидного ланцюга білка становить 147 амінокислот, а молекулярна маса — 16 829.
| 10         |  | 20         |  | 30         |  | 40         |  | 50         |
| ---------- |  | ---------- |  | ---------- |  | ---------- |  | ---------- |
| MALRACGLII |  | FRRCLIPKVD |  | NNAIEFLLLQ |  | ASDGIHHWTP |  | PKGHVEPGED |
| DLETALRETQ |  | EEAGIEAGQL |  | TIIEGFKREL |  | NYVARNKPKT |  | VIYWLAEVKD |
| YDVEIRLSHE |  | HQAYRWLGLE |  | EACQLAQFKE |  | MKAALQEGHQ |  | FLCSIEA    |

A: Аланін

C: Цистеїн

D: Аспарагінова кислота

E: Глутамінова кислота

F: Фенілаланін

G: Гліцин

H: Гістидин

I: Ізолейцин

K: Лізин

L: Лейцин

M: Метіонін

N: Аспарагін

P: Пролін

Q: Глутамін

R: Аргінін

S: Серин

T: Треонін

V: Валін

W: Триптофан

Кодований геном білок за функцією належить до гідролаз. 
Задіяний у такому біологічному процесі, як ацетилювання. 
Білок має сайт для зв'язування з нуклеотидами, ГТФ. 